# Mocun
Mocun (kinesiska: 莫村) är en köping i sydöstra Kina. Den ligger i Deqing härad i staden Zhaoqing i provinsen Guangdong,  omkring 120 kilometer väster om provinshuvudstaden Guangzhou. Antalet invånare är 28 625. Befolkningen består av 13 973 kvinnor och 14 652 män. Barn under 15 år utgör 23,0 %, vuxna 15-64 år 67 %, och äldre över 65 år 9,0 %.